# La Tapona, San Luis Potosí
La Tapona är en ort i Mexiko.   Den ligger i kommunen Rioverde och delstaten San Luis Potosí, i den centrala delen av landet, 300 km norr om huvudstaden Mexico City. La Tapona ligger 1 120 meter över havet och antalet invånare är 528.
Terrängen runt La Tapona är huvudsakligen kuperad, men österut är den platt. Runt La Tapona är det ganska glesbefolkat, med 29 invånare per kvadratkilometer. Närmaste större samhälle är Ciudad Fernández, 18,1 km öster om La Tapona. I omgivningarna runt La Tapona växer huvudsakligen savannskog.